# Deutsche Welle
«Deutsche Welle» («Немецкая волна», сокр. DW) — некоммерческое государственное учреждение с правами самоуправления ФРГ, существующее с 29 ноября 1960 года. Расположено в собственном радиодоме в Бонне (до 2003 года в Кёльне) и собственном программном телецентре в Берлине. Финансируется немецким правительством из государственного бюджета.

## Телевещательная деятельность
Учреждение ведёт:
- с 1992 года — вещание по всемирной круглосуточной немецкоязычной (с 1 апреля 1992 года до 22 июня 2015 года состояла из англоязычных и германоязычных передач) информационной телепрограмме «ДВ ТВ» («DW TV»), принимаемой по спутниковым каналам по системе «DVB-S2» (ранее по системам «DVB-S» и «PAL»), ретранслируется во многих странах Восточной Европы, Азии и Океании (до 2015 года также и в странах Северной Америки, Западной Европы и Африки) по кабельным сетям и через их спутники, до 3 февраля 2022 года ретранслировалась по кабельному и спутниковому телевидению в России[10] (ретрансляция на территории России запрещена в ответ на запрет ретрансляции телепрограммы «РТ Дойч» на территории Германии из-за отсутствия лицензии со стороны немецких земель[11]);
- с 22 июня 2015 года[12] — вещание по всемирной круглосуточной информационной англоязычной телепрограмме «ДВ Ньюс» («DW (Deutsch)»), принимаемой в странах Западной Европы, Северной Америки и Африки через спутник по системе «DVB-S2» (ранее по системам «DVB-S» и «PAL»), ретранслируется во многих странах[13] по кабельным сетям и через их спутники;
- вещание по круглосуточной информационной германоязычной телепрограмме «ДВ Дойч плюс» («DW Deutsch+») (ранее — «ДВ Америка» («DW Amerika»)), включающей в себя также англоязычные телепередачи объёмом 4 часа, принимаемой в странах Северной Америки по кабельным сетям и через спутники;
- с 2002 года — вещание по круглосуточной информационной арабоязычной телепрограмме «ДВ Арабия» («DW Arabia»), принимаемой по спутниковым каналам на Ближнем Востоке по системам «DVB-S2», «DVB-S» и «PAL», в отдельных странах ретранслируется по кабельным сетям и через их спутники;
- с 2012 года — вещание по круглосуточной испаноязычной информационной телепрограмме «ДВ Латиноамерика» (DW Latinoamérica), принимаемой по спутниковым каналам в Латинской Америке по системам «DVB-S2», «DVB-S» и «PAL», в отдельных странах ретранслируется по кабельным сетям и через их спутники.
- передачу телетекста по телепрограммам «ДВ ТВ» и «ДВ Ньюс» — «ДВ Текст» (DW Text).

## Радиовещательная деятельность
Учреждение ведёт:
- с момента основания — радиопередачи на французском в направлении Африки;
- с 1963 года — радиопередачи на хауса и суахили;
- с 1965 года — радиопередачи на амхарском;
- с 1970 года — радиопередачи на пушту и дари[14];
- с момента основания до 2014 года — радиопередачи на португальском языке в направлении Африки (продолжают вестись по спутниковым каналам и через Интернет);
- с 1964 до 2014 года — радиопередачи на греческом языке (продолжают вестись по спутниковым каналам и через Интернет);
- с момента начала учреждением радиовещания и до 2011 года — радиопередачи на английском, немецком (ежедневная четырёхчасовая программа), испанском, арабском, фарси, турецком, русском;
- С 1963 до 2011 года — радиопередачи на индонезийском и болгарском языках;
- С 1964[15] до 2011 года — радиопередачи на греческом, хинди, бенгальском и урду
- С 1965[16] до 2011 года — радиопередачи на китайском языке;
- С 1966 до 1988 года — радиопередачи на санскрите;
- С 1969 до 2000 года — радиопередачи на японском языке;
- С 1969 до 2011[17][18] года — радиопередачи на македонском языке;
- С 1992 до 2011[17][18] года — радиопередачи на албанском языке;
- С 1 июля 1993[19] до 1998 года — на датском, шведском, норвежском, итальянском и нидерландском языках;
- С 1 июля 1993 до 2000 года — радиопередачи на польском, чешском, словацком, венгерском, словенском языках
- С 1 июля 1993 до 2011[17][18] года — на польском, румынском, сербском и хорватском языке;
- С 1997 до 2011 года — радиопередачи на боснийском языке;
- C 2000 до 2011 года — радиопередачи на украинском языке.

## Деятельность учреждения в Интернете
Учреждение ведёт в Интернете:
- Сайт «dw.com» зарегистрирован учреждением в 1994 году, в 2001 году появилась страница на русском языке[20]. На территории Беларуси заблокирован с 28 октября 2021 года[21], на территории России с 4 марта 2022 года заблокирован Роскомнадзором[22] на основании систематической публикацией материалов, не соответствующих официальной позиции России в вопросе освещения вторжения на Украину[23].
- Страницы на сайте «youtube.com»
  - (Всемирный уровень)
    - с 4 сентября 2007 года страницу «DW News», на которой оно выкладывает записи телепередач программы «ДВ ТВ»

  - (Западная Европа)
    - с 30 сентября 2006 года страницу «DW (Deutsch)», на которой оно выкладывает записи телепередач программы «ДВ (Дойч)»

  - (Восточная Европа)
    - с 16 марта 2010 года[24] страницу «DW (Russian)», с августа 2012 года на которой регулярно выкладываются:
      - записи видеогазеты «DW Новости» (до 2015 года называлась «Геофактор»), с 2014 года выкладывается ежедневно и до недавнего времени включала в себя рубрику «Новостной обзор»;
      - с 2014 до июля 2016 года также выкладывались записи выпусков видеоновостей «DW Новости за 100 секунд» (до 2015 года — «Геофактор коротко»);

    - с 11 марта 2019 года страницу «DW Репортажи», на которой оно выкладывает репортажи на русском языке;
    - с 20 сентября 2017 года страницу «Заповедник», на которой оно выкладывает выпуски одноимённого сатирического видеожурнала на русском языке;
    - с 18 декабря 2012 года страницу «DW (Ukrainian)», в 2015—2017 гг. на которой оно выкладывало:
      - записи видеогазеты «DW Новини»
      - выпуски видеоновостей «DW Новини за 100 секунд»;

    - «DW (Polski)»
    - «DW (Hrvatski)»
    - «DW (Bosna i Hercegovina)»
    - «DW (Српски/Srpski)»

  - (Юго-западная Азия)
    - с 20 августа 2011 года страницу «DW (عربية)» (на арабском), на которой оно выкладывает записи телепередач программы «ДВ Арабия»

  - (Южная Азия)
    - «DW (हिन्दी)» (на хинди)

  - (Юго-восточная Азия)
    - «DW (বাংলা)»
    - «DW (Bahasa Indonesia)»

  - (Африка)
    - «DW — Hausa»
    - «DW (Kiswahili)»

  - (Латинская Америка)
    - с 11 января 2012 года страницу «DW (Español)», на которой оно выкладывает записи телепередач программы «ДВ Латиноамерика»

  - «„Дойч лернен мит дер ДВ“» (DW lernen mit der DW) — страница для изучения немецкого языка
  - «ДВ — Кик офф!» («DW — Kick off!») — спортивная страница

## Учредитель
Учредителем организации являлась Федеративная Республика Германия.

## Руководство
Руководство учреждением осуществляют:
- Совет Немецкой волны (Rundfunkrat), 2 члена которого назначаются от Бундестагом и Бундесратом, 3 — федеральным правительством (сейчас ими являются статс-секретари министерства иностранных дел и министерства экономического развития и сотрудничества, уполномоченный Федерального правительства по культуре и массовой информации), по одному от евангелической и католической церквей Германии, Центральный совет Евреев Германии, Федеральный союз предпринимателей, профсоюзы, Германский спортивный союз, Германский совет по культуре, Германская академия языка и литературы, Конференция ректоров вузов и общества InWЕnt[25][26];
  - Комитет по программам (Programmausschuss);
  - Комитет по дистрибуции (Ausschuss Distribution);
  - Комитет Академии Немецкой волны (Ausschuss DW Akademie);
- правление (Verwaltungsrat), назначавшееся Советом Немецкой волны;
- директор (Intendent), назначается советом Немецкой волны.

Планирование задач Немецкой волны на трёхлетний период проходит процесс одобрения Бундестагом.

### Директора
- Ланц, Кристоф (с 2002)

## Подразделения
- Административная дирекция (Verwaltungsdirektion) (административно-управленческий персонал)
- Юридический отдел (Justitiariat)
- Программная дирекция (Programmdirektion)
  - Отдел планирования
  - Отдел России и Восточной Европы
  - Отдел Турции
  - Отдел Европы
  - Отдел Ближнего и Среднего Востока
  - Отдел Африки
  - Отдел новостей
  - Отдел политики и общества
  - Отдел культуры
  - Отдел спорта
  - Отдел экономики, науки и образования
  - Главная редакция
    - Студия в Вашингтоне
    - Студия в Брюсселе
    - Студия в Москве, в 2015 году начало работать в обновлённом помещении[28], закрыта 3 февраля 2022 года, а аккредитация её сотрудников была аннулирована
    - с 8 марта 2022 года — студия в Риге[29].
- Дирекция дистрибуции и техники (Direktion Distribution und Technik)[30]

## Финансирование
- Финансируется из государственной казны Германии[31] по 270—280 млн евро ежегодно[32], допускается привлечение спонсорских средств и пожертвований[25].

## Профсоюзы
На 2010 год общий штат DW составлял 1,5 тысячи человек. Работники Немецкой Волны образуют Вещательный союз ДВ (Senderverbandes DW). Также существует производственная группа Немецкого союза журналистов на Немецкой Волне (DJV-Betriebsgruppe in der DW), а также общий совет трудового коллектива Немецкой Волны (Gesamtpersonalrats der DW), местный совет трудового коллектива Немецкой Волны в Бонне (Örtliche Personalrat der DW in Bonn) и местный совет трудового коллектива Немецкой волны в Берлине.

## Членство
С момента своего основания учреждение является членом международной организации «Европейского союза радиовещания». Директор Немецкой Волны имеет право принимать участие в общем собрании Рабочего сообщества государственных учреждений радиовещания ФРГ с правом решающего голоса, при это он ни разу не был председателем сообщества.

## Активы
Учреждению принадлежат:
- радиодома в Бонне, из которого ведётся радиовещание и выходят выпуски видеогазеты «ДВ (Нахрихтен)», распространение радиопередач посредством радиоволн осуществлял радиоцентр в Юлихе (Kurzwellenzentrum Jülich), принадлежащий Deutsche Bundespost;
- телецентр в Берлине, из которого ведётся телевещание, распространение радиопередач.
- общество с ограниченной ответственностью «ДВ Медиа Сервисес» (DW Media Services GmbH)[34]

## Телепередачи
Телепередачи «ДВ Дойч»
- «ДВ Нахрихтен» («DW Nachrichten») (до 2015 года — Journal Nachrichten) — выпуски новостей, ведутся дикторами;
- «Дер Таг» («Der Tag») — ежедневная телегазета в 22.00, ведётся дикторами и журналистами[35].

Телепередачи программы «ДВ ТВ»
- «ДВ Ньюс» («DW News») (до 2015 года — Journal News) — выпуски новостей, ведётся дикторами;
- «Вэ Дэй» («The Day») — ежедневная телегазета в 23.30, ведётся дикторами и журналистами.

Телепередачи программы «ДВ Арабиа»
- «ДВ Аль-Ахбар» («DW الأخبار» — букв. «DW Новости») — выпуски новостей, ведётся дикторами;
- «ДВ Масаийя» («DW مسائية» — букв. «ДВ Вечер») — ежедневная телегазета в 22.00, ведётся дикторами и журналистами.

Телепередачи программы «ДВ Латиноамерика»
- «ДВ Нотисиас» («DW Noticias») (до 2015 года Journal Noticias) — выпуски новостей, ведутся дикторами.

## Цифровое вещание DW
Цифровое спутниковое вещание
- Транспондер 11627 (спутник Astra 1M) — DW TV[36]
- Транспондер 12380 (спутник Astra 4A) — DW (Deutsch)[37]
- Транспондер 11977 (спутник Nilesat 201) — DW Arabia[37]

## Критика

### В Белоруссии
В марте 2022 года суд Центрального района Минска признал экстремистскими материалами Telegram-канал «DW Беларусь» и логотип Deutsche Welle. В апреле 2024 года Министерство внутренних дел Республики Беларусь объявило «DW Беларусь» экстремистским формированием.

### В России
С момента прекращения глушения передач «Немецкой волны» в СССР в 1988 году у советских и российских властей не было к нему претензий. Ситуация изменилась в конце 2010-х годов.
В июне 2018 года МИД России потребовал от Deutsche Welle разъяснений в связи с публикацией в Твиттере анонса интервью двоюродной сестры Олега Сенцова Жанне Немцовой, в котором та рассказала о возможной причине неприязни Владимира Путина к Сенцову: тот характеризовал президента России как «кровавого карлика». Представитель МИД Мария Захарова охарактеризовала это как платное продвижение оскорбительных материалов о России в социальных сетях и пропаганду со стороны финансируемой властями ФРГ организации. Вскоре Захарова обратилась к членам Совета Федерации, депутатам Госдумы и Роскомнадзора с просьбой дать оценку «пропагандистской деятельности» DW.
В 2019—2021 годах деятельность Deutsche Welle неоднократно получала «негативную оценку» со стороны Комиссии Госдумы по расследованию фактов вмешательства во внутренние дела России. Так, комиссия усмотрела «признаки оправдания экстремизма» и призывы к участию в несогласованном мероприятии в его твите, сделанном в ходе освещения митинга за честные выборы 27 июля 2019 года, в котором журналисты цитировали слова «Москва, выходи». Комиссия рекомендовала присвоить ему статус «иностранного агента», но МИД предложение не поддержал. В ответ на заявление российского парламента учреждение заявило, что её совет «отвергает обвинения во вмешательстве Немецкой волны во внутренние дела Российской Федерации».
В начале февраля 2022 года было принято решение прекратить вещание Deutsche Welle на территории России, закрыть ее корпункт и аннулировать аккредитации всех сотрудников российского бюро. Меры приняты в ответ на запрет вещания RT DE в Германии.
28 марта 2022 года Минюст РФ включил Deutsche Welle в реестр «иностранных агентов».

### На Украине
Спикер МИД Украины Олег Николенко в августе 2022 года критиковали Deutsche Welle за якобы распространение «нарративов российской пропаганды». В ответ на это официальный представитель учреждения заявил, что его редакция не занимается распространением российской пропаганды и попросил главу МИД Украины Дмитрия Кулебу разобраться с ситуацией.